# Petridiobius arcticus
Petridiobius arcticus är en insektsart som först beskrevs av Folsom 1902.  Petridiobius arcticus ingår i släktet Petridiobius och familjen klippborstsvansar. Inga underarter finns listade i Catalogue of Life.